# نیلوفر آبی ستاره‌ای
نیمفائه نوچالی (نام علمی: Nymphaea nouchali) یا نیلوفر آبی ستاره‌ای یا نیلوفر آبی قرمز و آبی نام یک نوع گونه نیلوفر آبی است.
نیلوفر آبی ستاره‌ای گل ملی کشور سری‌لانکا و بنگلادش است.